# Stephen Hopkins
Stephen Hopkins (Jamaica, 1958) é um diretor de cinema e televisão e produtor jamaicanos naturalizado australiano e britânico.  
Dirigiu "Predador 2", "Contagem Regressiva", "A Sombra e a Escuridão", "Perdidos no Espaço", "A Vida e a Morte de Peter Sellers" e alguns episódios da série "24 Horas".
Hopkins nasceu na Jamaica e foi criado na Austrália e Inglaterra. Educou-se na Sutton Valence School.    

## Filmografia
- 1987 - Dangerous Game
- 1989 - A Nightmare on Elm Street 5: The Dream Child
- 1990 - Predator 2
- 1993 - Judgment Night
- 1994 - Blown Away
- 1996 - The Ghost and the Darkness
- 1998 - Lost in Space
- 1999 - Tube Tales: "Horny"
- 2000 - Under Suspicion
- 2001 - 24 (produtor executivo)
- 2004 - Traffic
- 2004 - The Life and Death of Peter Sellers
- 2007 - The Reaping
- 2007-2009 - Californication (episódio piloto) / (12º episódio, 3ª temporada)
- 2011 - Shameless (3º episódio, 1ª temporada)
- 2016 - Race
- 2019 - Seberg